# Kähri (Rõuge)
Kähri – wieś w Estonii, w prowincji Võru, w gminie Rõuge.